# Kabinett İnönü VIII
Das Kabinett İnönü VIII war die 26. Regierung der Türkei, die vom 20. November 1961 bis zum 25. Juni 1962 durch Ministerpräsident İsmet İnönü geleitet wurde.
Nach dem Militärputsch in der Türkei 1960 berief das Komitee der Nationalen Einheit eine verfassungsgebende Versammlung ein und ließ im Oktober 1961 Neuwahlen ansetzen. Diese gewann die Cumhuriyet Halk Partisi (CHP) unter İnönü. Die Partei verpasste aber die absolute Mehrheit und musste mit der Adalet Partisi koalieren. Der bisherige Ministerpräsident Cemal Gürsel war zum Staatspräsidenten gewählt worden. Übergangsweise leitete Fahri Özdilek die Regierung bis zur Übernahme der Regierungsgeschäfte durch Wahlgewinner İnönü.
Die Koalition bestand allerdings nur kurz und zerbrach nach wenigen Monaten an der Frage, ob die inhaftierten ehemaligen Politiker der Demokrat Parti (DP) amnestiert werden sollten. Die AP, die sich als legitimen Nachfolger der nach dem Militärputsch verbotenen DP sah, drängte auf eine Begnadigung. Dies lehnte İnönü ab und trat im Juni 1962 zurück, um mit den Oppositionsparteien über eine neue Koalition zu verhandeln.

## Minister
| Titel                                      | Name                             | Partei                                                       | Amtszeit                                                       |
| ------------------------------------------ | -------------------------------- | ------------------------------------------------------------ | -------------------------------------------------------------- |
| Ministerpräsident                          | İsmet İnönü                      | CHP                                                          |                                                                |
| Stellvertretender Ministerpräsident        | Ali Akif Eyidoğan                | AP                                                           |                                                                |
| Staatsminister                             |                                  |                                                              |                                                                |
| Turhan Feyzioğlu                           | CHP                              |                                                              |                                                                |
| Avni Doğan Hıfzı Oğuz Bekata               | CHP                              | 20. November 1961 – 23. Mai 1962 23. Mai 1962 – 5. Juni 1962 |                                                                |
| Necmi Ökten                                | AP                               |                                                              |                                                                |
| Nihat Su                                   | AP                               |                                                              |                                                                |
| Justizminister                             | Kemal Sahir Kurutluoğlu          | unabhängig                                                   |                                                                |
| Verteidigungsminister                      | İlhami Sancar                    | CHP                                                          |                                                                |
| Innenminister                              | Ahmet Topaloğlu                  | AP                                                           |                                                                |
| Außenminister                              | Selim Sarper Feridun Cemal Erkin | CHP unabhängig                                               | 20. November 1961 – 26. März 1962 26. März 1962 – 5. Juni 1962 |
| Finanzminister                             | Şefik İnan                       | CHP                                                          |                                                                |
| Bildungsminister                           | Hilmi İncesulu                   | CHP                                                          |                                                                |
| Minister für öffentliche Arbeiten          | Emin Paksüt                      | CHP                                                          |                                                                |
| Handelsminister                            | İhsan Gürsan                     | AP                                                           |                                                                |
| Minister für Gesundheit und Sozialhilfe    | Süleyman Suat Seren              | AP                                                           |                                                                |
| Minister für Zölle und Monopole            | Şevket Pulatoğlu                 | AP                                                           |                                                                |
| Landwirtschaftsminister                    | Cavit Oral                       | AP                                                           |                                                                |
| Verkehrsminister                           | Mustafa Cahit Akyar              | AP                                                           |                                                                |
| Minister für Arbeit und soziale Sicherheit | Bülent Ecevit                    | CHP                                                          |                                                                |
| Industrieminister                          | Fethi Çelikbaş                   | CHP                                                          |                                                                |
| Minister für Kultur und Tourismus          | Kamran Evliyaoğlu                | AP                                                           |                                                                |
| Minister für Bau- und Siedlungswesen       | Mehmet Muhittin Güven            | AP                                                           |                                                                |